# Оферат
Оферат (нім. Overath) — місто в Німеччині, знаходиться в землі Північний Рейн-Вестфалія. Підпорядковується адміністративному округу Кельн. Входить до складу району Райніш-Бергішер.
Площа — 68,8 км2. Населення становить 27 124 ос. (станом на 31 грудня 2020).

## Географія

### Адміністративний поділ
Місто  складається з 7 районів:
- Бромбах
- Гайлігенгаус
- Іммекеппель
- Маріялінден
- Штайненбрюк
- Унтерешбах
- Фількерат